# Paulien Huizinga
Paulien Huizinga (Deventer, 15 maart 1971) is een Nederlands televisiepresentatrice en voormalig Miss Universe Nederland.
Huizinga is opgegroeid in Westervoort en heeft later in De Steeg gewoond. Na de middelbare school ging zij naar de MTS voor Mode en Kleding in Utrecht. In 1989 werd zij Miss Utrecht, en op 21 februari 1991 werd Huizinga in het Sonesta-hotel in Amsterdam verkozen tot Miss Universe Nederland. Huizinga mocht naar Las Vegas, waar ze 2e werd bij de internationale Miss Universe-verkiezing. Hierdoor werd zij vice-Miss Universe.
Terug in Nederland ging Huizinga als model de catwalk op: ze liep diverse modeshows. Samen met Albert Verlinde presenteerde ze later Showtime bij RTL 4 en later Showbizz voor SBS6. Sinds 2009 is zij te zien als panellid in het door Caroline Tensen gepresenteerde programma Zo vader, zo puberzoon, de vernieuwde versie van het populaire NCRV-programma Zo Vader, Zo Zoon uit de jaren zeventig.
Huizinga presenteerde in 2012 Zorgeloos Verliefd voor SBS6. Hierin kregen vrijgezelle vrouwen een kans om een partner te vinden.
Ze was een van de deelnemers aan Expeditie Robinson 2013. In 2016 was ze kandidaat in Het perfecte plaatje van RTL 4.
Paulien Huizinga houdt zich bezig met fotografie.

## Privé
Huizinga was tweemaal getrouwd. Met haar eerste man kreeg ze een zoon. Van 2004 tot 2011 was ze getrouwd met Michiel Mol, CEO en oprichter van Lost Boys. Ze kregen samen een dochter en een zoon.